# NGC 478
NGC 478 là một thiên hà xoắn ốc trong chòm sao Tiên Nữ. Nó nằm cách Trái Đất khoảng 283 triệu năm ánh sáng và được phát hiện vào năm 1886 bởi nhà thiên văn học Francis Preserved Leavenworth.